# Alfred Volkland (Dirigent)

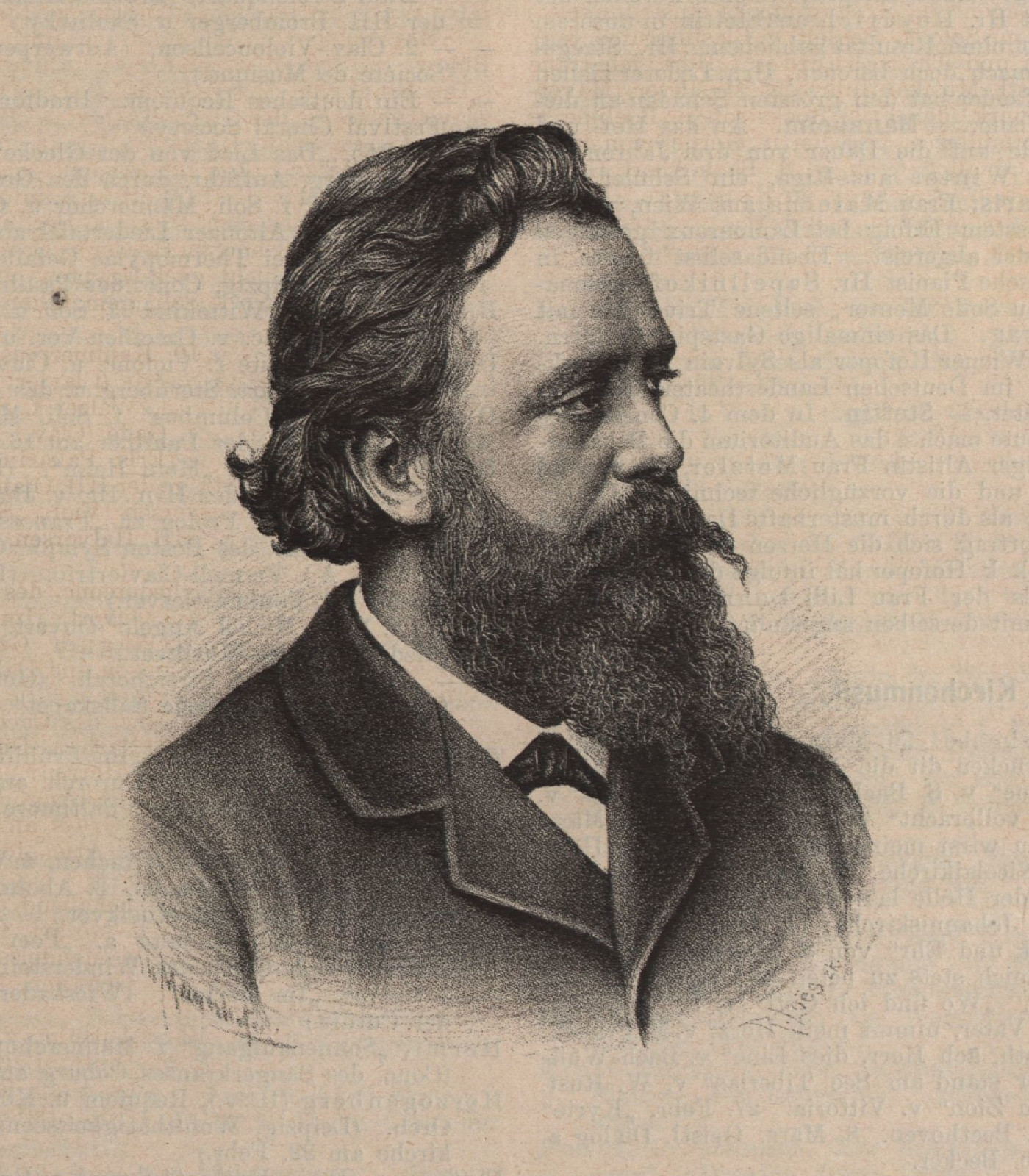
Alfred Volkland 1891

Alfred Volkland (* 10. April 1841 in Braunschweig; † 7. Juli 1905 in Basel) war ein deutscher Dirigent und Pianist.

## Leben

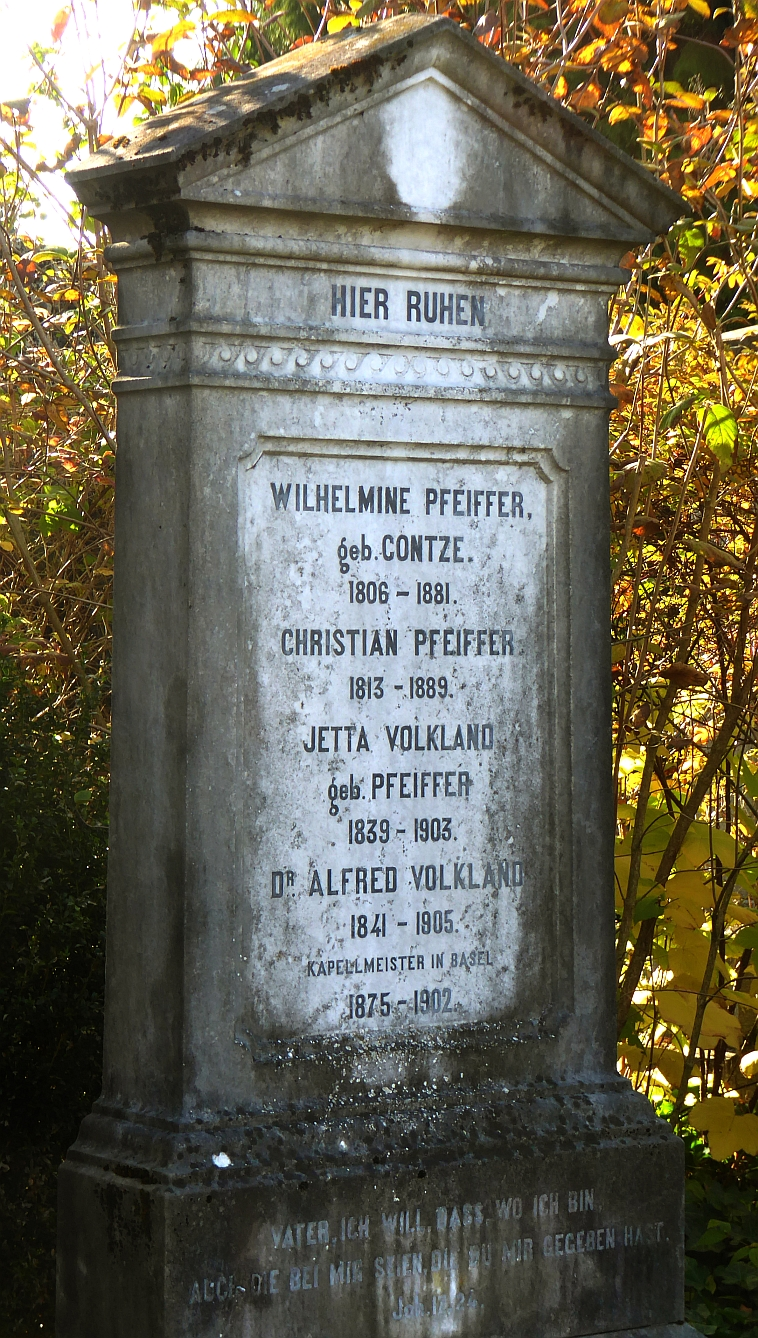
Grab auf dem Friedhof Wolfgottesacker, Basel

Alfred Volkland wuchs auf als eines der Mittleren von acht Geschwistern in einer seit Generationen in Braunschweig ansässigen Handwerkerfamilie. Sein Vater war Malermeister. Nach Violin- und Klavierunterricht in Braunschweig und dortigen Auftritten als Orchestermusiker erhielt er seine musikalische Ausbildung ab 1864 am Konservatorium Leipzig unter anderen bei Carl Reinecke und Ignaz Moscheles, zwei Jahre nach dem mit ihm befreundeten Edvard Grieg. 1866 wurde er zum fürstlichen Hofpianisten und 1867 zum Musikdirektor in Sondershausen ernannt. 1869 folgte die Berufung zum Leiter der Euterpekonzerte für klassische und zeitgenössische Musik in Leipzig. Er heiratete 1871 Henriette Pfeifer (1840–1903), die Ehe blieb kinderlos. Joseph Joachim rühmte in einem Brief „alle guten Stunden mit Spitta bei Ihnen und Ihrer lieben Frau“. 1874 war er Mitbegründer des Leipziger Bachvereins zusammen mit Franz von Holstein, Philipp Spitta und seinem engen Freund Heinrich von Herzogenberg. 1875 erhielt er einen Ruf nach Basel als Kapellmeister der Musikgesellschaft und Direktor des Basler Gesangvereins und der Liedertafel. Dort erfolgte 1889 seine Ernennung zum Dr. phil h. c. der Universität Basel. Clara Schumann, mehrfach zu Konzerten in Basel und währenddessen beim Ehepaar Volkland zu Gast, betraute ihn im Rahmen ihrer Schumann-Gesamtausgabe mit der Redaktion der Lieder Robert Schumanns. 1899 trat er krankheitsbedingt von der Chorleitung und 1902 von der Orchesterleitung zurück. Der musikalische Nachlass Alfred Volklands wurde 1905 von seiner Familie der Oeffentlichen Bibliothek der Universität Basel überlassen. Im Staatsarchiv Basel-Stadt gibt es Dossiers über ihn und seine Ehefrau.

## Wirkung
Die Leistung des Dirigenten und Chorleiters Alfred Volkland verblasste offenbar schnell nach dem Ende seines aktiven Wirkens. Tonaufnahmen von seinen Konzerten gibt es nicht.
Von Alfred Volklands Kompositionen sind nur zwei in der zeitgenössischen Fachpresse erwähnt worden. Eine Ouvertüre in d-Moll, die er bei seinem Antrittskonzert als Euterpe-Kapellmeister 1869 in Leipzig aufführte, und die am 26. September 1869 in Sondershausen von seinem dortigen Kollegen Max Bruch aufgeführt wurde, ist möglicherweise nie im Druck erschienen. Und ein Adagio und Allegro, Concertstück für Orchester, wurde zwar unter seiner Leitung vom Gewandhausorchester in Leipzig am 26. Januar 1882 uraufgeführt, vom Publikum gefeiert und von einem Musikverlag veröffentlicht, die Pressekritik war aber ablehnend: Glanzvoll instrumentiert, aber zu wenig originell und ermüdend.
Von größerem Einfluss, wenn auch nicht unumstritten, waren seine veröffentlichten Bearbeitungen von Liedern und Chormusik für den zeitgenössischen Aufführungsgebrauch.
Nachhaltig bis ins 21. Jahrhundert ist seine Beteiligung bei der Gründung des Bach-Vereins in Leipzig. Der Verein engagierte sich im Streit gegen andere Auffassungen für die Aufführungspraxis Bachscher Kirchenmusik mit unterlegtem Orgel-Continuo. Zur Demonstration dieser Bach-Auffassung wurden fünf Bachkantaten bearbeitet und veröffentlicht, zwei davon von Alfred Volkland.

## Werke
Kompositionen
- Ouvertüre in d-Moll. 1869.[8]
- Adagio und Allegro, Konzertstück für Orchester. Rieter-Biedermann, Leipzig / Winterthur 1882.

Bearbeitungen
- BWV 25 und BWV 65. In: Kirchen-Cantaten von Joh. Seb. Bach. Im Clavierauszuge mit unterlegter Orgelstimme herausgegeben vom Bach-Vereine in Leipzig. Rieter-Biedermann, Leipzig / Winterthur 1876/77.
- Redaktion der Lieder Robert Schumanns für Clara Schumanns Gesamtausgabe. Breitkopf & Härtel, Leipzig 1879–1893.
- Deutscher Liederkranz. 50 Lieder f. Sopran, Alt, Ten. u. Bass. Nr. 379. Dazu die einzelnen Stimmen. Nrn. 380–83. Leipzig: Volksausgabe Breitkopf & Härtel (ohne Angabe des Erscheinungsjahrs).
- Liederfrühling, Sammlung der schönsten und modernsten Lieder und Gesänge. Nr. 101. Volksausgabe Breitkopf & Härtel, Leipzig (ohne Angabe des Erscheinungsjahrs).